# Îlot Balmoral (édifice)
L'Îlot Balmoral est le principal édifice de l'îlot Balmoral au Quartier des spectacles à Montréal. Celui-ci abrite le siège de l'Office national du film du Canada (ONF) ainsi que l'École des arts numériques, de l'animation et du design, un campus de l'UQAC.
Ouvert en 2019, il a été dessiné par la firme d’architectes Provencher Roy (en) et appartient à la SHDM,.
D’une hauteur de 13 étages, l’immeuble à mur-rideau de verre a une superficie d’environ 27 850 mètres carrés. L'ONF en occupe 9800 sur six étages.

## Sphères

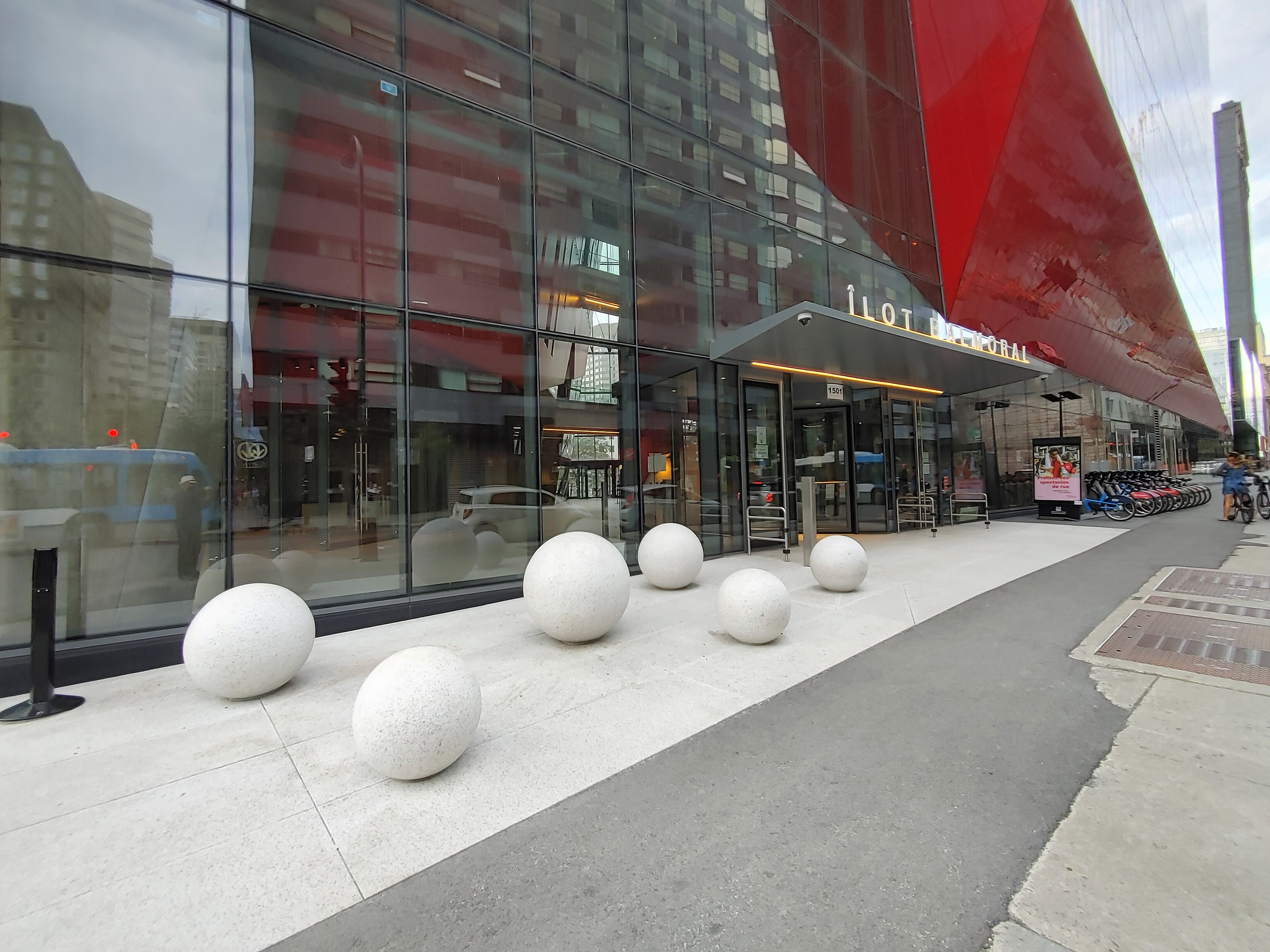
Sphères au 1501, rue De Bleury

L'installation publique Sphères (stylisée SPHÈRES) de Michel Dallaire est située à côté de l'entrée sur la rue De Bleury. L'installation fait référence au court métrage d'animation expérimental du même nom, coréalisé par Norman McLaren et René Jodoin et produit par l'ONF.

## Distinctions
- Finaliste dans la catégorie des meilleurs développements à usage mixte, Prix MIPIM 2020, Marché international des professionnels de l'immobilier[6].